# Teatro Pergolesi

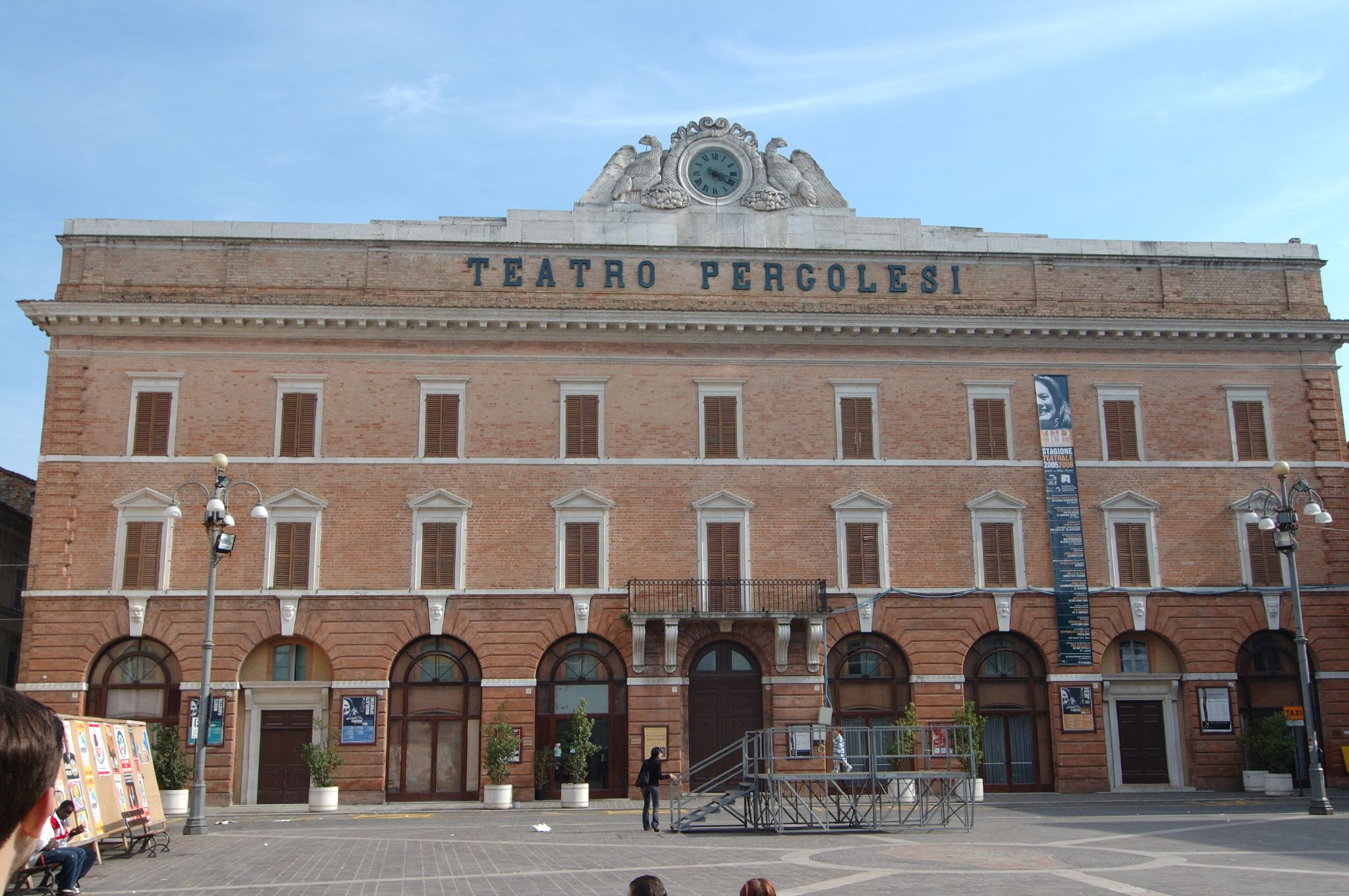
La façade du Teatro Pergolesi à Jesi

Le Teatro Pergolesi est le théâtre historique de Jesi, construit entre 1728 et 1732, par le peintre et architecte Domenico Valeri.